# كويرس غربي
كويرس غربي قرية سوريّة تتبع إداريّاً لمحافظة حلب منطقة دير حافر ناحية كويرس شرقي، بلغ تعداد سكانها 281 نسمة حسب التعداد السكاني لعام 2004.